# Periclimenes gorgonicola
Periclimenes gorgonicola är en kräftdjursart som beskrevs av Bruce 1969. Periclimenes gorgonicola ingår i släktet Periclimenes och familjen Palaemonidae. Inga underarter finns listade i Catalogue of Life.